# غني حرب (فلم)
غني حرب فيلم مصري تم إنتاجه عام 1947، من تأليف أبو السعود الإبياري إخراج نيازي مصطفى و بطولة بشارة واكيم وإلهام حسين.

## قصة الفيلم
حسنين المخ (بشارة واكيم) جزار في حي شعبي يكسب يوميا 50 قرش ويعيش مع زوجته نفيسة (ماري منيب) وابنتيه قشطة (إلهام حسين) وقطايف (ليلى فوزي) ويعيش معهم نسيبه حسن عكوه (حسن فايق) والذي يساعده في حسابات المحل، رغم جهله بقواعد الحساب، وينقل تحركاته لشقيقته نفيسة، وكان حسنين سعيد مع زوجته وإبنتيه والذين كانوا يهتمون بشئونه ويلبون كل طلباته، وكان يعطف على الفقراء والمحتاجين، وقانع بما قسم الله له، عكس نسيبه حسن الذي كان يحلم بالثراء دون أن يسعى إليه بالعمل الجاد. تقدم للمعلم حسنين المخ جاره الجزار المعلم عزوز (فرج النحاس) للزواج من إبنته قشطة، ووافق المعلم حسنين وأرجأ الأمر حتى يسأل أهل بيته، ولكن إبنته قشطة كانت تحب جارها تلميذ الطب سامي (كمال الشناوي) الذي إعترض عليه كل أهلها، فهددت بالانتحار، فوافق حسنين على خطبتها لسامي، وإعتذر للمعلم عزوز. أعلنت بريطانيا العظمى دخولها الحرب مع ألمانيا، وتوقع المعلم حسنين أن تقل الواردات وتشح البضائع وترتفع الأسعار، فعرض الشراكة على المعلم عزوز ليتمكنوا من اقتحام السوق الذي يحتاج لمن يمتلك الأموال، ووافق المعلم عزوز الذي كان جاهزا بنصيبه في الشركة، بينما باع المعلم حسنين مصاغ زوجته ونصف المنزل الذي تمتلكه، ودفع نصيبه في الشركة، وبدأ محل الجزارة في جنى الأرباح التي وصلت 5 جنيهات يوميا، ثم أصبحت 20 جنيها بعد ان أعلنت أمريكا الحرب على اليابان، ووصلت الأرباح اليومية إلى 100 جنيها بعد ان وصلت قوات ألمانيا إلى شمال أفريقيا، وتبدل حال المعلم حسنين، الذي زاد طمعه وتكالبه على الدنيا فأهمل الفقراء وأنف من أهل الحارة، وأراد ان يستغل الموقف أكثر، وعزم على رفع الأسعار، فرفض المعلم عزوز وتم فض الشراكة بينهما، ولأن معظم الزبائن كانت تجيئ لسمعة المعلم عزوز، فقد لجأ المعلم حسنين إلى الشيخ عباس الجن (عزيز عثمان) الدجال، وعرض عليه أن يعمل لديه نظير أجر 5 جنيهات يوميا، وكون شركة توريدات للحوم تعمل مع الجيش البريطانى وساعده الجن على تقديم الرشاوي للمسئولين الإنجليز، وترك شقته القديمة وإشترى فيللا كبيرة وتنكر للماضي، واستبدل الجلباب بالبدلة، وعرف أهل بيته، أدوات التجميل وبيوت الأزياء الإفرنجية، وتنكروا جميعا للدكتور سامي الذي حصل على دبلوم الطب، وتم تعيينه طبيب امتياز بالقصر العينى، وقامت قشطة بفسخ الخطبة واعادت له الدبلة، لأنه فقير وليس من مستواهم الجديد، وانشغلت نساء العائلة بالحفلات والسهرات، وأهملن شؤون حسنين بك المخ، حيث انغمست نفيسة في لعب القمار، وتعرفت قشطة على النصاب وحيد (فريد شوقي) الذي أوهمها بأنه ابن باشا، وإبتز أموالها، وعلمها شرب الخمر، وسلبها شرفها، وتنكر لها، وتركها بعارها، بينما تعرف حسنين على الراقصة أحلام جود نايت (هاجر حمدي)، التي كانت تسكن معهم في الحارة وإسمها الحقيقى نكله، وإبتزت حسنين مقابل المتعة الحرام، وكذلك ابتزت نسيبه حسن عكوه، وكله لمصلحة عشيقها النصاب وحيد. وانتهت الحرب، وأوقف الإنجليز تعاملهم مع شركة حسنين، واكتشف حسنين ان كل الأموال التي نهبها من الشعب بإستغلال محنة الحرب، قد أضاعها على الهلس، وأثقل كاهله بالديون، وتم الحجز على كل ممتلكاته، وإشهار إفلاسه، وعلمت قشطة ان وحيد متواجد بمنزل الراقصة أحلام، فتوجهت إلى هناك لتطلب منه تصحيح خطأه معها، فلما رفض الزواج بها أطلقت على ظهره الرصاص، وحضر والدها المعلم حسنين لمقابلة أحلام، وفوجئ بما حدث، وهربت قشطة، وعلم حسنين الحقيقة، واتهم حسنين بمحاولة قتل وحيد، وإلتزم حسنين الصمت، خوفا من الفضيحة، بينما حاولت قشطة الانتحار بتناول صبغة اليود، وأنقذها الدكتور سامي، الذي يعمل بالقصر العينى، وإعترفت له قشطة بالحقيقة فسامحها، وإعتبرها ضحية لوالدها الذي إهتم بالمال، وأهمل رقابتها، وأعاد لها دبلتها ليخطبها من جديد، بينما إزدهرت تجارة المعلم عزوز، الذي رفض إستغلال محنة الحرب، وتولى رعاية أسرة صديقه المعلم حسنين، وخطب إبنته قطايف، وتماثل وحيد للشفاء، وخاف ان يموت ويعذبه الله، فإستيقظ ضميره، وكتب إقرار بإنه كان يعبث بمسدس المعلم حسنين فإنطلقت رصاصة أصابته في "ظهره"، وتم الإفراج عن المعلم حسنين المخ، الذي عاد مرة أخرى للحارة، لمزاولة العمل في محل الجزارة القديم.

## فريق العمل
إخراج: نيازي مصطفى
تأليف: أبو السعود الإبياري
طاقم العمل:
- بشارة واكيم - "حسنين المخ"
- إلهام حسين - "قشطة"
- ماري منيب - "نفيسة"
- حسن فايق - "حسن عكوه"
- ليلى فوزي - "قطايف"
- كمال الشناوي - "سامي"
- عزيز عثمان - "عباس الجن"
- فريد شوقي - "وحيد"
- هاجر حمدي - "نكلة / أحلام"
- فتحية شاهين - "جميزة"
- محمد كمال المصري - "محفوظ بك أبو شنب"
- فرج النحاس - "المعلم عزوز"

## روابط خارجية
- مقالات تستعمل روابط فنية بلا صلة مع ويكي بيانات